# Niamh (Mythologie)
Niamh [ˈniːɒf] ist der Name einer Sagengestalt aus der Irischen Mythologie.

## Mythologie
Niamh ist die Tochter von Manannan mac Lir und Fand und eine Königin im Anderswelt-Land Tír na nÓg („Land der [ewigen] Jugend“). Sie überquert das Meer auf ihrem Pferd Enbarr und kommt zu Fionn mac Cumhail, denn sie will dessen Sohn Oisín ins „Land der Jugend“ mitnehmen. Oisín stimmt zu und geht mit ihr, mit dem Versprechen, bald wieder zurückzukehren. Nach drei Jahren überfällt ihn das Heimweh und er bittet Niamh, ihm Enbarr für einen Besuch in der alten Heimat zu leihen. Niamh erfüllt ihm diesen Wunsch, warnt ihn jedoch davor, abzusteigen und die Erde Irlands zu berühren.
Als Oisín in Irland ankommt, muss er feststellen, dass seit den drei Jahren in Tír na nÓg 300 Jahre in der Menschenwelt verstrichen waren. Er fragt nach Fionn und der Fianna, erfährt aber, dass sein Vater und alle seine Gefährten seit hunderten von Jahren tot wären und nur in Legenden über sie erzählt werde. Als er versehentlich vom Pferd stürzt, weil er um Hilfe gebeten wird, verwandelt er sich bei der Berührung mit der Erde sofort in einen uralten Mann. Dem heiligen Patrick von Irland erzählt er seine Geschichte (siehe auch Acallam na Senórach, „Die Unterredung mit den Alten“). Niamh hat inzwischen seine Tochter Plor na mBan geboren und sucht Oisin in Irland, muss aber erfahren, dass er inzwischen gestorben war.
Auch Oscar soll ein Sohn Niamhs und Oisíns sein.

## Trivia
LÉ Niamh (P52), ein hochseetüchtiges Patrouillenboot des Irish Naval Service, trägt den Namen dieser Sagengestalt.